# Bienertia sinuspersici
Bienertia sinuspersici là loài thực vật có hoa thuộc họ Dền. Loài này được Akhani mô tả khoa học đầu tiên năm 2005.